# Circuito Lirico Lombardo
Der Circuito Lirico Lombardo ist ein seit 1979 bestehender Projektverbund von Theatern der Lombardei zum Zweck der gemeinsamen Verwirklichung von Opernproduktionen. So können anspruchsvolle Inszenierungen leichter finanziert und einem größeren Publikum zugänglich gemacht werden.

## Beteiligte Spielstätten
Beteiligt sind die folgenden Theater, die seit 2017 unter dem Namen OperaLombardia gemeinsam an die Öffentlichkeit treten:
- Teatro Grande di Brescia,
- Teatro Sociale di Como,
- Teatro Ponchielli  di Cremona,
- Teatro Fraschini di Pavia.
- Teatro Donizetti di Bergamo

Die Associazione Lirica e Concertistica Italiana (As.Li.Co.) mit Sitz am Teatro Sociale di Como richtet einen jährlichen Wettbewerb aus, an dessen Preisträger Rollen in den Produktionen des Circuito Lirico Lombardo vergeben werden.
Auch weiteren Theatern steht die Übernahme von Produktionen des Circuito Lirico Lombardo offen.

## Weblink
- OperaLombardia (in Italienisch)